# Grutas del Palacio
A Grutas del Palacio (a spanyol név jelentése: Palota-barlangok) egy erózió által kialakított, különleges barlangegyüttes Uruguayban. Az ország úgynevezett természeti műemlékei közé tartozik. Képe szerepel Flores megye címerében is.

## Leírás
A helyszín az ország középpontjától kissé nyugatra található Flores megye területén, egy lényegében sík területen. A 3-as és a 14-es utat összekötő országútról kelet felé leágazva közelíthető meg.
A barlangok nem egy hegy oldalában alakultak ki, így teteje is sík. Ez a kőtető körülbelül 70 cm vastag, és számos vaskos, nagyjából 2 méter magas oszlop tartja, amelyek vasvegyületektől megkeményedett, kissé vöröses színű homokkőből állnak. A sokezer évig tartó erózió a puhább kőzeteket elpusztította, de ezek a keményebb oszlopok megmaradtak: így alakult ki a barlang.
Az itt feltárt dinoszaurusztojás-maradványokból arra következtetnek, hogy a homoklerakódás mintegy 70 millió éve, a kréta időszakban történhetett, míg a homokkő elvasasodása és megkeményedése 55 millió éve, a paleocénben és az eocénben zajlott le. Ez utóbbira ősi méhek és bogarak fészkeiből következtetnek.
Bent a hőmérséklet egész évben nagyjából 20 °C. Többhelyütt föld alatti vízfolyások bukkannak a felszínre a barlangban.
A barlangot meglátogató turisták számára múzeumot, kávézót és audiovizuális eszközökkel ellátott bemutatótermet alakítottak ki a közelben, és vezetett látogatásra is lehetőség van.

## Képek

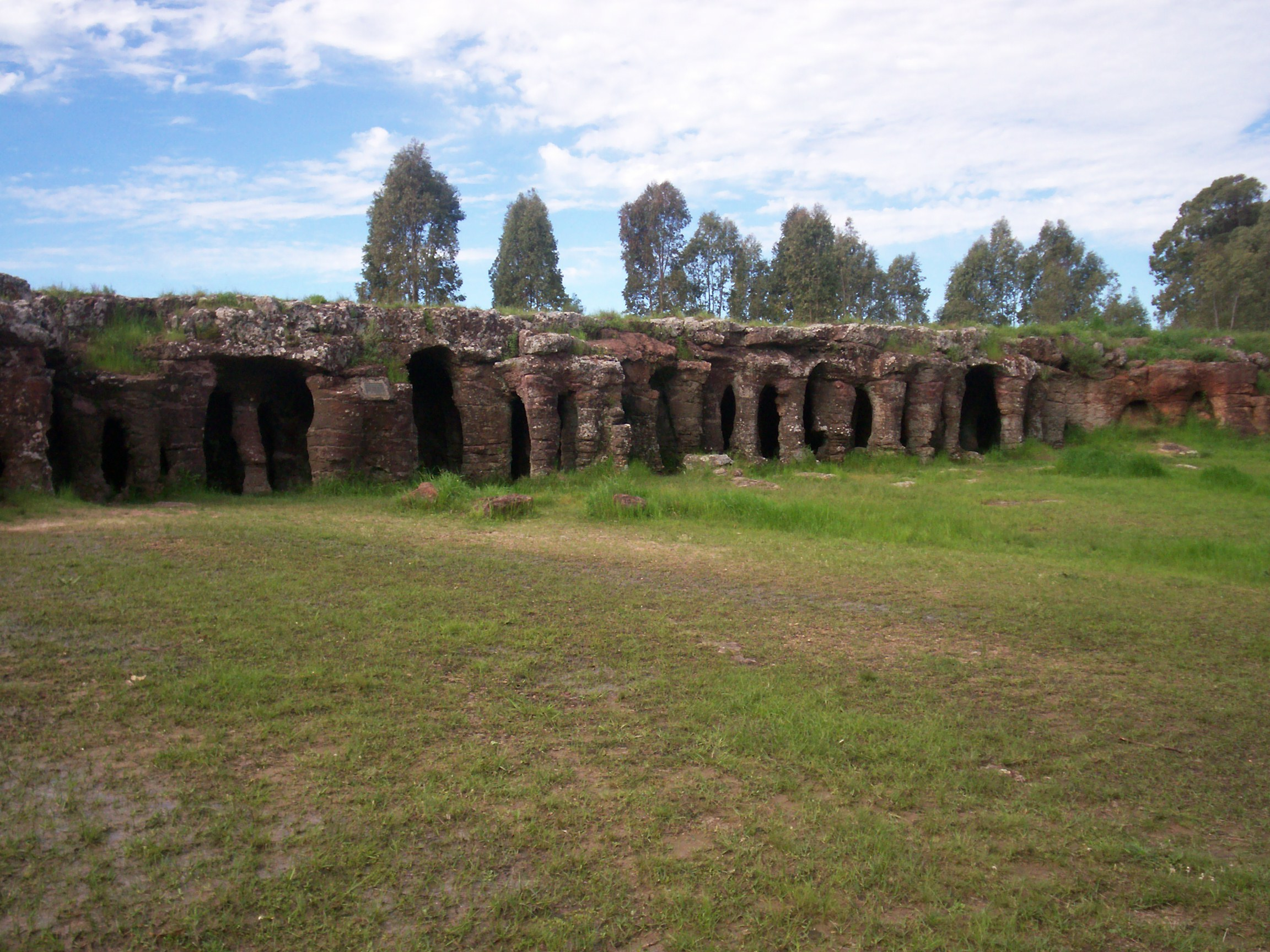
Kívülről
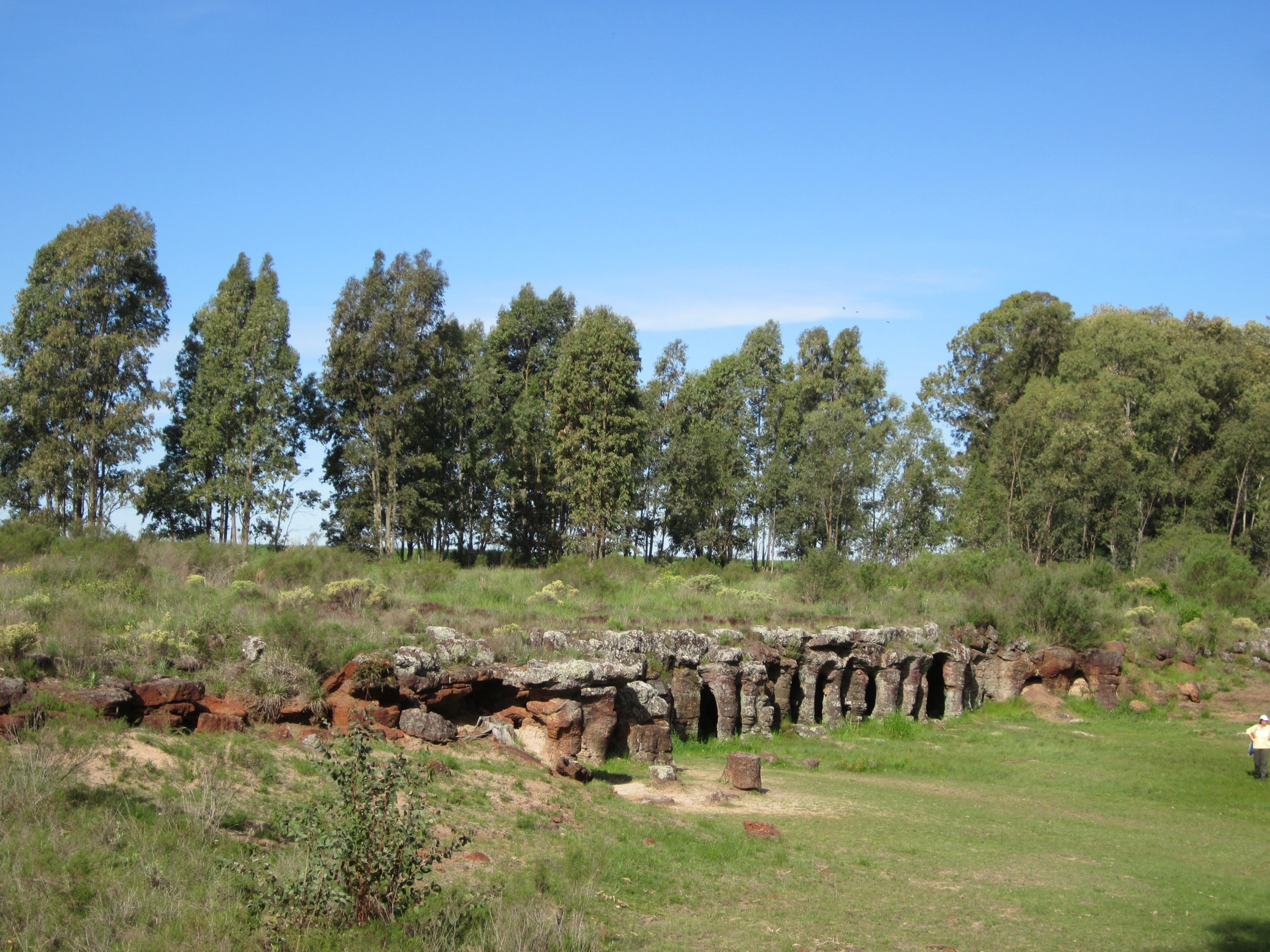
Környezet
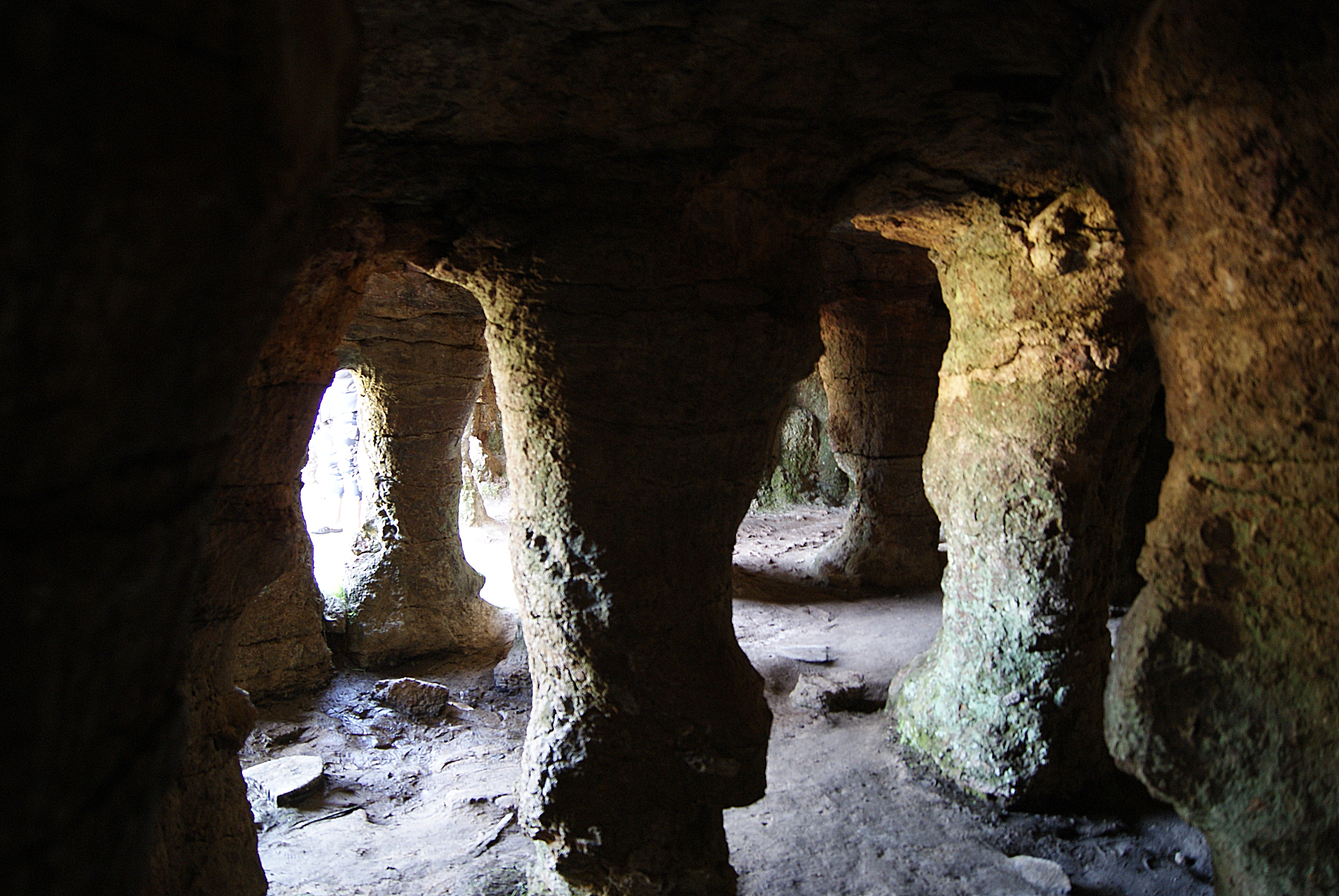
Belső részlet
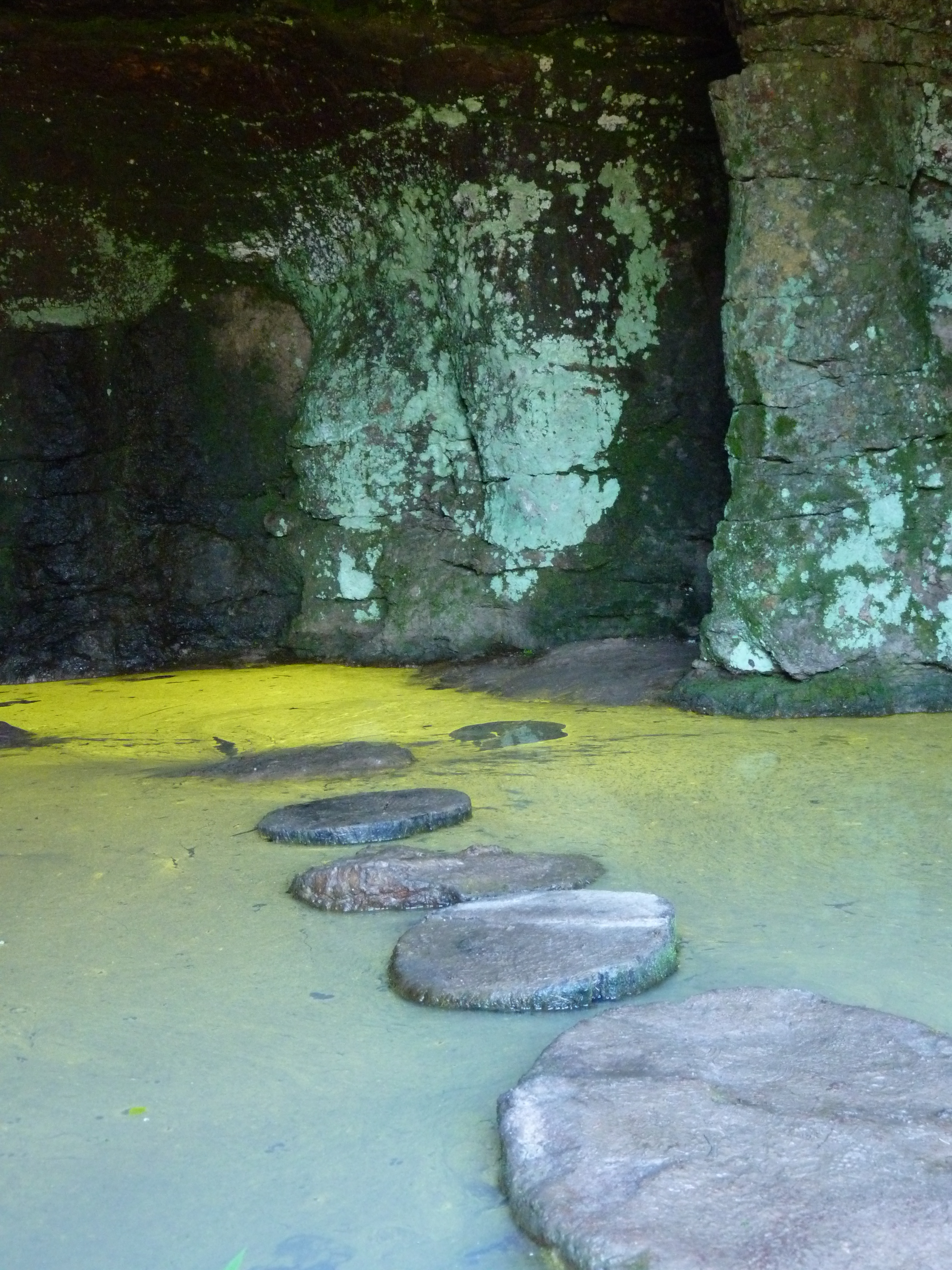
Belső részlet